# Nodocion voluntarius
Nodocion voluntarius är en spindelart som först beskrevs av Chamberlin 1919.  Nodocion voluntarius ingår i släktet Nodocion och familjen plattbuksspindlar. Inga underarter finns listade i Catalogue of Life.